# Hypsicera formosana
Hypsicera formosana är en stekelart som först beskrevs av Tohru Uchida 1930.  Hypsicera formosana ingår i släktet Hypsicera och familjen brokparasitsteklar. Inga underarter finns listade i Catalogue of Life.